# Caixa Sabadell

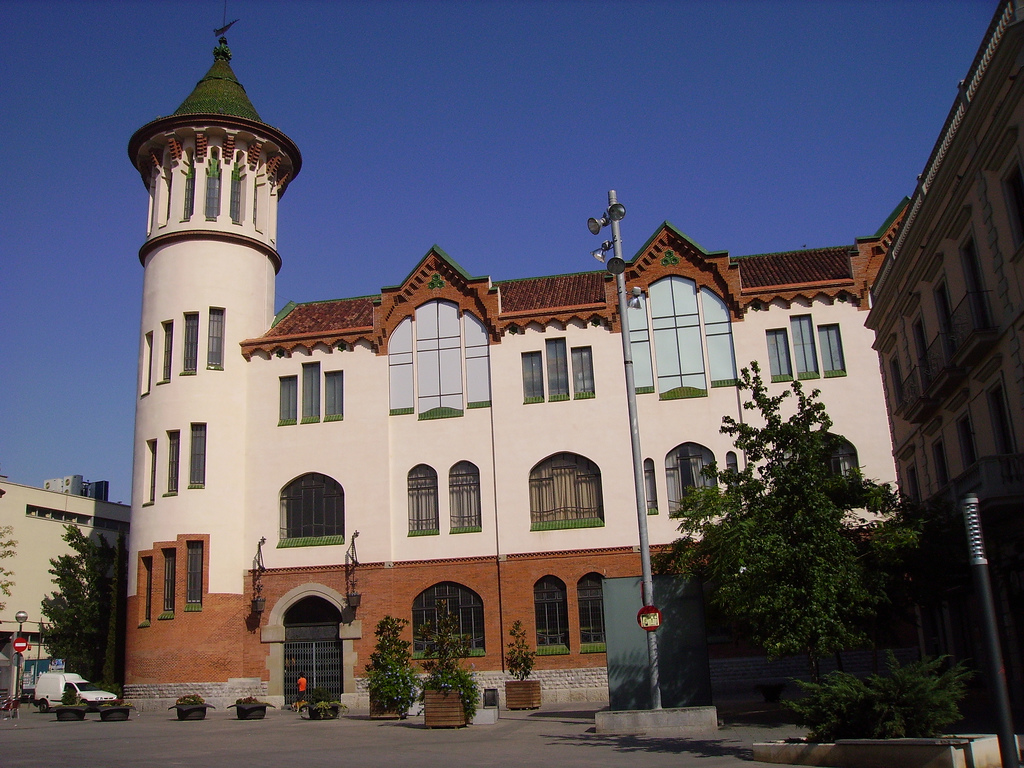
Edifici de l'Obra Social Caixa Sabadell

Caixa Sabadell (Caixa d'Estalvis de Sabadell) va ser una caixa d'estalvis, la més longeva de Catalunya en el seu moment, ja que va néixer el 6 de gener de 1859 a Sabadell. L'any 2010 es va integrar a Unnim, entitat que el 2013 fou totalment integrada dins la xarxa del BBVA.
La seu central de la Caixa Sabadell es trobava al centre de la ciutat, en un dels edificis més representatius del modernisme al Vallès tèxtil. El 2009 disposava de 621.000 clients i 364 oficines. El darrer president fou Salvador Soley i Junoy, vinculat a Òmnium Cultural, amb Jordi Mestre Gonzàlez com a director general.

## Història
L'entitat va iniciar la seva activitat fundada per un grup de sabadellencs encapçalats per l'industrial Pere Turull i Sallent sota el nom de Caja de Ahorros de Sabadell. Des d'aquell moment, va ser una entitat financera dedicada a promoure l'estalvi, a administrar i gestionar els recursos que li eren confiats i a facilitar tota mena de serveis financers en el seu àmbit d'actuació. El manifest fundacional de Caixa Sabadell declarava la seva decidida voluntat social. Aquesta voluntat es mantingué través de les actuacions promogudes per l'obra social, que any rere any s'ocupà de cobrir les demandes socials del seu àmbit d'actuació.
Entre els anys 1912-1920 l'empresari Joan Brujas Pellisser exercí el càrrec de director president de la Caixa d'Estalvis de Sabadell.
L'entitat va obrir la seva primera oficina fora de la ciutat de Sabadell el 1941, a Montcada i Reixac.

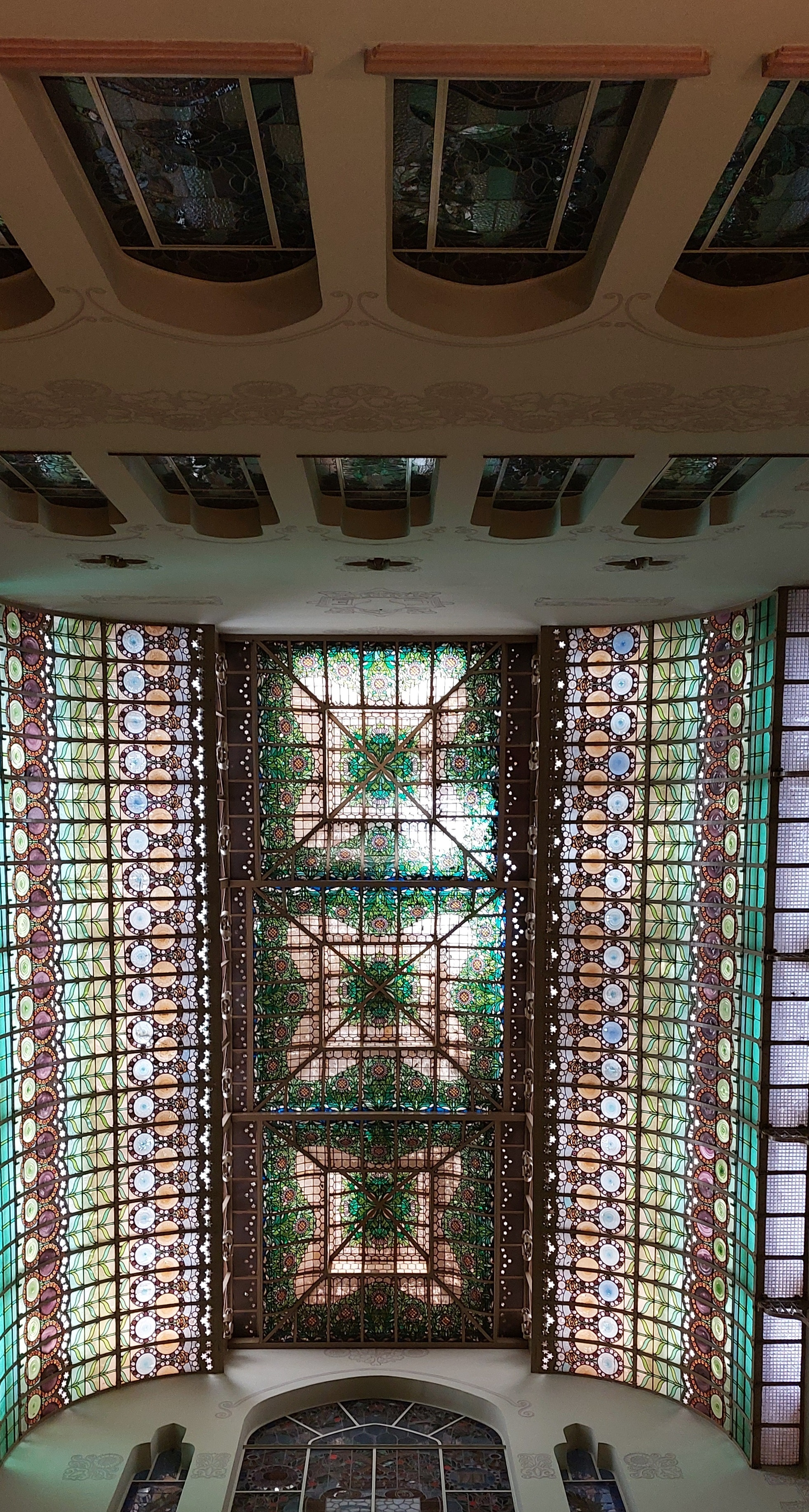
Caixa de Sabadell. Vitrall del sostre

Durant l'any 2009, l'entitat commemorà els seus 150 anys d'història i, per celebrar-ho, organitzà un seguit d'activitats entre el setembre de 2008 i el setembre de 2009. Una de les activitats més destacades fou l'exposició didàctica, lúdica i interactiva Els valors dels diners. L'economia responsable i la publicació del llibre commemoratiu del 150è Aniversari Caixa Sabadell. Finances i acció social: 1859-2009.

### Fusió
El juny de l'any 2009, amb l'aprovació del Fons de Reestructuració Ordenada Bancària (FROB), es van fer públics els rumors de possibles fusions entre algunes caixes catalanes. L'entitat entrà en procés de fusió amb Caixa Terrassa i Caixa Manlleu, tal com van fer saber les tres entitats en un comunicat, fusió a la qual Caixa Girona s'hi sumà posteriorment, en comptes d'unir-se a Caixa Catalunya i Caixa Tarragona, com s'havia rumorejat. La fusió havia de permetre a les quatre caixes mantenir la seva identitat al territori.
El nom social de la caixa resultant va ser Caixa d'Estalvis Unió de Caixes de Girona, Manlleu, Sabadell i Terrassa, més coneguda pel nom comercial Unnim, amb seu social a Barcelona i amb quatre subseus a Girona, Manlleu, Sabadell i Terrassa. Finalment, però, la Caixa Girona es va desvincular de la possible fusió, i es va decantar per fusionar-se amb "La Caixa". Per a les oficines d'aquest grup a Sabadell es va preveure usar la marca Unnim Sabadell. Arran de l'absorció d'Unnim per part del banc BBVA, el juny de 2013, les oficines d'Unnim canviaren la seva denominació i logotips a totes les entitats existents, deixant de ser «caixa» per esdevenir «banc».

## Fundació Antiga Caixa Sabadell 1859
La Fundació 1859 Caixa Sabadell, constituïda el 23 de maig de 2013, és l'entitat jurídica que administra els fons de l'obra social de l'antiga Caixa d'Estalvis de Sabadell. Té per missió conservar i administrar el patrimoni que resta de l'antiga Caixa, un cop va ser absorbida pel Banco Bilbao Vizcaya Argentaria.

### Edificis[11]
- Seu de la Fundació Sabadell 1859, antiga seu central de la Caixa Sabadell, al carrer de Gràcia, 17. Edifici modernista projectat per l'arquitecte Jeroni Martorell entre els anys 1905 i 1915.
- Espai Cultura Fundació Sabadell 1859, al carrer d'en Font, 25. Edifici modernista dissenyat per l'arquitecte Jeroni Martorell el 1907. Fou la primera seu de l'Escola Industrial d'Arts i Oficis de Sabadell. Posteriorment va ser la seu de la Biblioteca de la Caixa de Sabadell, edifici que allotjava entitats com Joventuts Musicals de Sabadell, l'Agrupació Astronòmica de Sabadell, Cineclub Sabadell…
- Espai Natura Fundació Sabadell 1859, a la masia de Can Deu. Allotja el Museu de la Vida al Camp i el Centre d'Activitats Ambientals, a més del bosc de Can Deu, amb l'església de Sant Vicenç de Verders.